# Daddelpalme
Daddelpalme (Phoenix) er en slægt med mellem 15 og 20 arter af palmer, som er udbredt i et bælte fra de Kanariske øer tværs over Nord- og Centralafrika og via Sydøsteuropa (Kreta) og Tyrkiet til Sydøstasien.
Træerne har normalt kun én grenløs stamme, men mangstammede eksemplarer og individer med rodskud findes også. Bladene er finnede og meget lange. Planterne er tvebo, sådan at nogle individer kun har hunlige blomster, mens andre udelukkende har hanlige. Bestøvningen sker ved vindens hjælp. De enkelte blomster er gulbrune og uanselige, men da de sidder samlet i store, forgrenede aks er blomstringen alligevel meget synlig. Frugten er en gul til rødbrun stenfrugt med én kerne.
Her omtales kun de arter, som er økonomisk betydningsfulde i Danmark.
| Arter |

- Fønikspalme (Phoenix canariensis)
- Kretisk daddelpalme (Phoenix theophrasti)
- Miniaturedaddelpalme (Phoenix roebelenii)
- Ægte daddelpalme (Phoenix dactylifera)